# 卡斯帕·卡帕罗尼
卡斯帕·卡帕罗尼  (Kaspar Capparoni, 1964年8月1日— ），出生於羅馬，意大利知名演員。

## 经历
卡斯帕·卡帕罗尼18歲时就當過劇院演員。1984年時，他曾经出現在電影導演達里奧歐·阿吉恩的現象電影。 

卡斯帕·卡帕罗尼曾演過許多著名電影，如：
- Colpi di luce (1985年)，导演：恩佐·卡斯特拉里
- Gialloparma (1999年)，导演：阿爾貝托·比維爾亞庫阿
- Encantado (2002年)， 导演：科拉多·科倫坡
- Il Ritorno del Monnezza (2005年)，导演：卡羅·萬齊納
- Two Families (兩個家庭) 與 Sole nero(2007年)

另外，他還參與了許多電視小說、肥皂剧、電視連續劇等等。

## 曾參與作品

### 電影
- Phenomena (1984年)，导演：達里奧·歐阿吉恩
- Colpi di luce (1985年)，导演：恩佐·卡斯特拉里
- Gialloparma (1999年)， 导演：阿爾貝托·比維爾亞庫阿
- Encantado (2002年)，导演： 科拉多·科倫坡
- Il ritorno del Monnezza (2005年)， 导演：卡羅·萬齊納
- Two families (2007年)，导演： 芭芭拉·華萊士 和 托馬斯·沃爾夫
- Il sole nero (2007年)，导演：克里斯托弗·贊努西

## 外部連結
- 卡斯帕·卡帕罗尼 - 官方網站
- Kaspar Capparoni在互联网电影资料库（IMDb）上的資料（英文）